# Habsburg Juta cseh királyné
Habsburg Juta (ismert még mint Ausztriai Juta, más névváltozata alapján Guta vagy Judit, németül: Guta von Habsburg, csehül: Guta Habsburská; Rheinfelden, Sváb Hercegség, 1271. március 13. – Prága, Cseh Királyság, 1297. május 21.), a Habsburg-házból származó osztrák hercegnő, I. Rudolf német király és Hohenbergi Gertrúd királyné leánya, aki II. Vencellel kötött házassága révén Csehország királynéja 1285 és 1297 között. Gyermekei közül ketten, előbb Anna majd Erzsébet, cseh királynék lettek, míg fia, Vencel herceg, cseh, lengyel és magyar király lett.

## Házassága és gyermekei
Juta férje a Přemysl-házból származó II. Vencel cseh király (később lengyel király is) volt. Vencel maga II. Ottokár cseh király és Halicsi Kunigunda királyné (III. Rosztyiszlav kijevi nagyfejedelem leányának) gyermeke volt. Házasságukra 1285 januárjában került sor a csehországi Egerben. Kapcsolatukból összesen tíz gyermek született, közülük csak négyen érték meg a felnőttkort. Tizedik gyermekük szülésébe pedig Juta maga is belehalt gyermekágyi láz következtében 1297. május 21-én. Gyermekeik:
- Ottokár királyi herceg (1288. május 6. – 1288. november 19.), gyermekként meghalt
- Vencel királyi herceg (1289. október 6. – 1306. augusztus 4.), apját követően cseh és lengyel király, majd magyar király is
- Ágnes hercegnő (1289. október 6. – 1296 körül), Vencel ikertestvére, Adolf német király tervezett felesége
- Anna királyi hercegnő (1290. október 10. – 1313. szeptember. 3.), II. Henrik cseh király felesége lett
- Erzsébet királyi hercegnő (1292. január 20. – 1330. szeptember 28.), Luxemburgi János cseh királyhoz ment hozzá
- Juta királyi hercegnő (1293. március 3. – 1294. augusztus 3.), gyermekként meghalt
- János királyi herceg (1294. február 26. – 1295. március 1.), gyermekként meghalt
- János királyi herceg (1295. február 21. – 1296. december 12.), gyermekként meghalt
- Margit királyi hercegnő (1296. február 21. – 1322. április 8.), III. Boleszláv wrocławi herceg első felesége lett
- Juta királyi hercegnő (1297. május 21.), halva született

Halála utána férje még egyszer megházasodott, új hitvese a Piast-házból való Erzsébet Richeza lengyel hercegnő lett.

## Fordítás
- Ez a szócikk részben vagy egészben  a   Judith of Habsburg című angol Wikipédia-szócikk fordításán alapul.  Az eredeti cikk szerkesztőit annak laptörténete sorolja fel. Ez a jelzés csupán a megfogalmazás eredetét és a szerzői jogokat jelzi, nem szolgál a cikkben szereplő információk forrásmegjelöléseként.

| Habsburg Juta Habsburg-ház Született: 1271. március 13. Elhunyt: 1297. május 21. |                                                          |                                           |
|                                                                                  |                                                          |                                           |
| Előző Halicsi Kunigunda                                                          | Csehország királynéja 1285. január 24. – 1297. május 21. | Következő Lengyelországi Erzsébet Richeza |